# 2،1-بنزوكينون
2,1-بنزوكينون مركب كيميائي عضوي من مركبات الكيتونات من فئة الكينون، له الصيغة الكيميائية C6H4O2، ويكون على شكل صلب أحمر اللون.

## الوفرة الطبيعية والتحضير
يعد مركب 2,1-بنزوكينون مركباً طليعياً للميلانين؛  وتقوم بعض أنواع البكتريا وهي الزائفة المندوزية Pseudomonas mendocina باستقلاب حمض البنزويك منتجةً 2,1-بنزوكينون عبر الكاتيكول.
يحضّر مركب 2,1-بنزوكينون من أكسدة الكاتيكول في وسط مائي معرّض للهواء، أو بأكسدة الموقع أورثو للفينول.

التوازن بين 2،1-بنزوكينون والكاتيكول

## الخواص
يوجد مركب 2,1-بنزوكينون على شكل صلب أحمر اللون سهل التفكك.

## اقرأ أيضاً
- كينون
- 4،1-بنزوكينون